# Power Hitter
Power Hitter ist ein Begriff, der im Baseball für einen erfahrenen Spieler verwendet wird, der überdurchschnittliche Fähigkeiten beim Schlagen besitzt und eine Kombination aus Geschicklichkeit und persönlicher Stärke aufweist, die wahrscheinlich zu einer hohen Anzahl von Homeruns sowie Doubles und Triples führt. Im Baseball schlägt ein Power Hitter in der Regel als Vierter oder Cleanup Hitter in einer Major-League-Aufstellung, die aus 9 Schlagleuten in einer rotierenden Reihenfolge besteht.
Bei der detaillierten Analyse der Fähigkeiten eines Spielers als Power Hitter werden häufig Statistiken wie der Slugging Percentage und die Isolated Power (ISO) verwendet.
Das Konzept entspricht im Allgemeinen dem eines Power Pitchers, eines Spielers, der sich auf die Geschwindigkeit seiner Pitches und eine hohe Anzahl von Strikeouts verlässt.
Barry Bonds, der den Rekord für die meisten Homeruns in einer Saison in der Geschichte der Major League Baseball aufstellte, wird oft als Power Hitter bezeichnet. Seine Karriere wurde später durch Anschuldigungen wegen leistungssteigernder Mittel beeinträchtigt. Dennoch schaffte er es, insgesamt 762 Homeruns zu erzielen und dabei einen vergleichsweise hohen ISO-Wert im Vergleich zu seinen Konkurrenten zu erreichen, sodass ihn der Business Insider in einer Liste der größten Powerhitter aller Zeiten auf Platz 3 setzte.
Bevor Barry Bonds im Jahr 2001 den Home-Run-Rekord für eine Saison aufstellte, lieferten sich Sammy Sosa und Mark McGwire 1998 einen engen Wettstreit um den Rekord, den McGwire mit 70 Home Runs für sich entschied. Sosa erzielte in der Saison 66 Home Runs.
Unter anderem zählen Babe Ruth, Hank Aaron und Lou Gehrig zu den besten Power Hittern, die jemals in der Major League gespielt haben. Im Mai 2022 veröffentlichte die Major League eine Liste der aktuell besten Power Hittern. Platz eins belege der New York Yankee Aaron Judge, gefolgt von Mike Trout und Bryce Harper.